# William Paulding
William Paulding Jr., född 7 mars 1770 i Westchester County i provinsen New York, död 11 februari 1854 i Westchester County i delstaten New York, var en amerikansk advokat och politiker (demokrat-republikan). Han var ledamot av USA:s representanthus 1811–1813 och New Yorks borgmästare 1825–1826 och 1827–1829.
Paulding arbetade som advokat i New York och deltog i 1812 års krig.
Paulding tillträdde 1825 som New Yorks borgmästare och efterträddes följande år av Philip Hone. Han tillträdde 1827 på nytt som borgmästare och efterträddes 1829 av Walter Bowne.
Han var bror till författaren och politikern James Kirke Paulding som tjänstgjorde som USA:s marinminister 1838–1841.
Paulding Avenue i Morris Park i Bronx har uppkallats efter William Paulding. Det finns ett antal gator uppkallade efter New Yorks borgmästare i grannskapet.